# Jan I van Cuijk

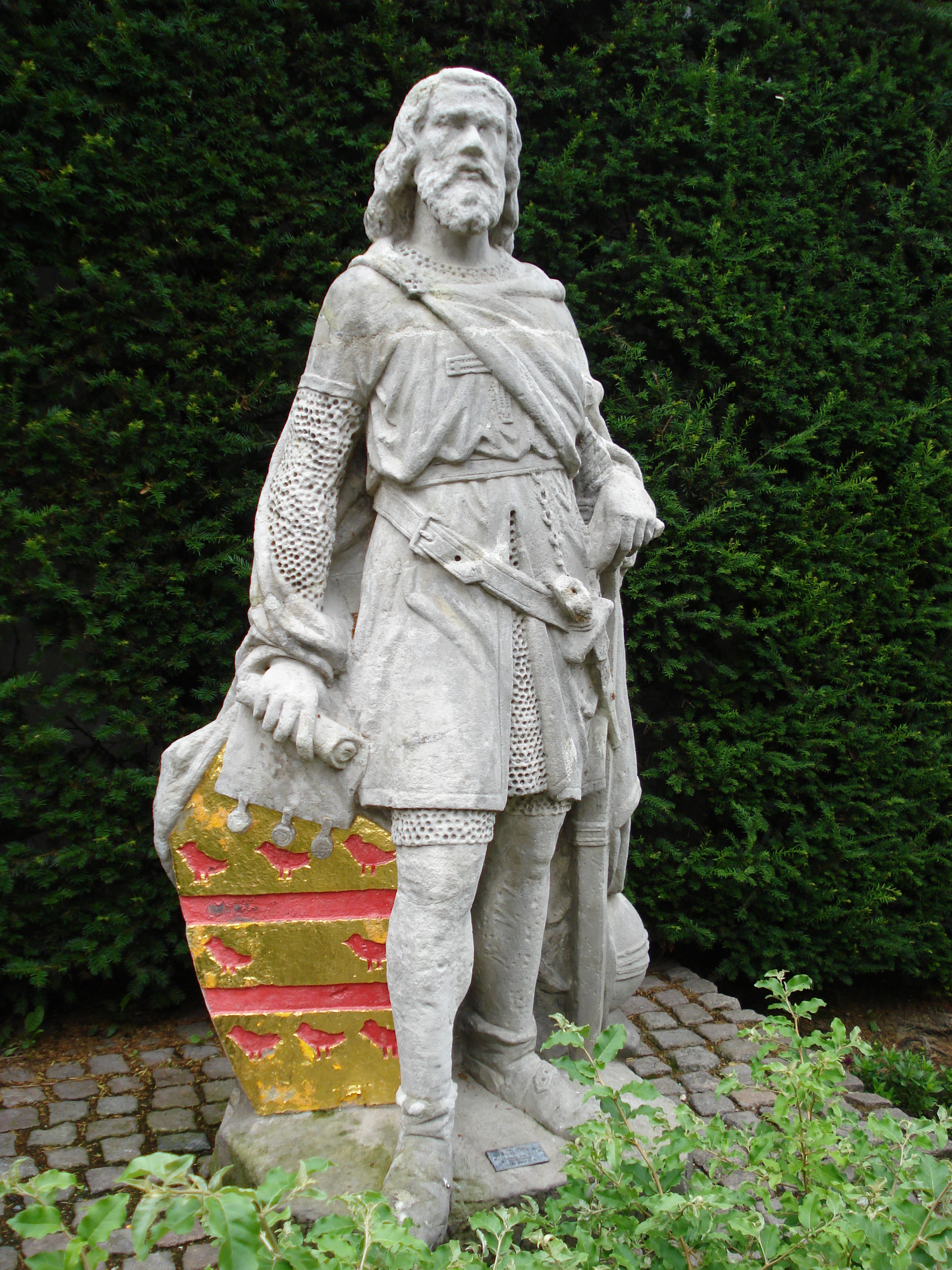
Jan I van Cuijk

Jan I van Cuijk (Cuijk, 1230 - aldaar, 13 juli 1308) was een edelman, ridder en diplomaat. Hij was de zoon van Hendrik III van Cuijk. Hij was een volle neef van Gijsbrecht IV van Amstel: Gijsbrechts moeder Aleid van Cuijk was de zuster van Hendrik III van Cuijk. Jan I was heer van Cuijk van 1254 tot 1308. Hij was getrouwd met Jutta van Nassau.
Jan I was de belangrijkste heer van Cuijk; hij was ook heer van Grave en heer van Asten. Hij verbleef meestal op zijn kasteel te Grave, maar als ridder moest hij regelmatig vechten voor hertog Jan I van Brabant tegen de Geldersen en het bisdom Keulen. Zo nam hij deel aan de Slag bij Woeringen in 1288, waarin gevochten werd tegen aartsbisschop Siegfried van Keulen en graaf Reinoud I van Gelre om de opvolgingsrechten over het hertogdom Limburg. Deze slag werd door Brabant gewonnen en in de Yeeste van den slag bij Woeronc wordt ze ook in een lang lofdicht bezongen.
In 1296 speelde Jan I een centrale rol bij het complot van edelen dat ten doel had om graaf Floris V van Holland naar Engeland te ontvoeren: op aandringen van koning Eduard I van Engeland verenigde hij alle oude tegenstanders van graaf Floris tot een bondgenootschap. Deze ontvoering liep uit op moord: Gerard van Velsen stak met twee 'knapen' de graaf dood, die bij een vluchtpoging met zijn paard in een modderige sloot was beland. Tussen 1296 en 1304 probeerde Jan I zijn neef Gijsbrecht van Amstel en diens nakomelingen, die naar Brabant waren uitgeweken, zoveel mogelijk te helpen. Na zijn dood zette zijn zoon Otto deze steun voort.

## Betekenis
Voor de plaatselijke bevolking heeft Jan I veel betekend, omdat hij vlak voor zijn dood in 1308 7000 ha woeste grond ter beschikking stelde van dorpelingen en boeren in de omgeving, die deze konden gebruiken om er kudden op te laten grazen en er plaggen te steken voor de potstal. Ook stichtte hij het Sint-Catharinagasthuis te Grave.
Mede door deze daden was hij geliefd bij de bevolking en is er later een standbeeld voor hem opgericht aan de Maasstraat te Cuijk. In 2008 werd er een bronzen standbeeld gegoten. Dit standbeeld staat nu in het gebouw van het Cuijks Archief (voorheen FotoArchiefDienst) in Cuijk.
Hij werd begraven in de Sint-Elisabethkerk van Grave, maar zijn graf is verdwenen.

## Huwelijk en kinderen
Jan I trouwde omstreeks 1260 met Jutta van Nassau († 1313), dochter van Hendrik II van Nassau, die een rechtstreekse voorvader van Willem van Oranje was. Zij kregen de volgende kinderen:
1. Hendrik van Cuijk heer van Lierop. Hij trouwde met Aleidis van Diest (1270-??)
2. Jan II van Cuijk (1270-1354) graaf van Cuijk.
3. Willem van Cuijk (1265-1303) ridder en heer van Cuijk. Hij trouwde met Johanna Sofia van Gymnich (1270-1302)
4. Aleidis van Cuijk (1270-1330). Zij trouwde met Hendrik van Voorne (1275-1330) heer van Acquoy
5. Agnes van Cuijk (1270-1345). Zij trouwde met Hendrik van Sponheim
6. Otto van Cuijk (1270-1350) heer van Mierlo. Hij trouwde (1) met Aleidis van Diest (1260-1320). Hij trouwde (2) met Johanna van Heverlee (1285-1333). Hij trouwde (3) met Johanna van Vlaanderen (1290-1342)
7. Kunegonde van Cuijk (1260-1328). Zij trouwde met Rupert II von Virneburg (1269-1308)

- Virtual International Authority File: 5777150470097004330007
- WorldCat: E39PBJf4bqBwqxD3FxVr9wxv73